# Stadsgronings
Stadsgronings ist der Dialekt, der von den Bewohnern der nordniederländischen Stadt Groningen gesprochen wird; er ist Teil der niedersächsischen Sprache. Während sich der Gebrauch dieses Dialekts ursprünglich auf die Stadt Groningen und in ähnlicher Form auf die südlich davon gelegenen Gebiete beschränkte, dehnte er sich im späten Mittelalter auf fast die gesamte Provinz Groningen, die Ommelande, aus, wo zuvor meist die ostfriesische Sprache gesprochen worden war.
Heute geht der Gebrauch des Gronings allgemein zugunsten der niederländischen Hochsprache zurück.